# Aspen Butte
Aspen Butte ist ein Schildvulkan der Kaskadenkette im südlichen Oregon (Vereinigte Staaten) mit einer Höhe von 2504 m. Er erhebt sich über den Upper Klamath Lake. Während der Eiszeit formten Gletscher drei große Kare in die nördliche und nordöstliche Flanke, wodurch der Gipfel abgetragen wurde.
Benachbarte Vulkane sind Mount Harriman (2432 m), Crater Mountain (2373 m) und Greylock Mountain (2359 m). 